# Александар Балас
Александар Балас (грчки: Ἀλέξανδρoς Bάλας, ? - 146. п. н. е.) је био владар хеленистичког Селеукидског краљевства од 150. године п. н. е. до 146. године п. н. е.

## Биографија
Рођен је у Смирни, у неугледној породици. Тимархов брат Хераклид успео је убедити Сенат да је дечак по имену Александар Балас син Антиоха IV и да полаже права на селеукидски престо. Деметрије Сотер, претходни владар, је убијен приликом свргавања. Као легитимног владара, Александра су признали Птолемеј VI и Атал II Филаделф, а потом и сам римски Сенат. Након преузимања власти, Балас се оженио Птолемејевом ћерком Клеопатром Теом. Александар се потом одрекао државничких послова, препустивши се разврату и уживањима. Краљевством је незванично управљао Птолемеј. Такво стање изазивало је незадовољство, којим се окористио Деметријев син Деметрије II Никатор да подигне устанак. Птолемеј се окренуо против свог зета и подржао Деметрија. Александар је 145. године п. н. е. поражен у бици код Антиохије, у којој је погинуо и Птолемеј. Александар бежи код Набатејаца, али га је један од тамошњих принчева убио и послао његову главу Деметрију.